# قائمة أمراض نحل العسل
يتعرض نحل العسل لعدد من الآفات والأمراض، والتي قد تتراوح شدتها من إزعاج بسيط قد يقلل قليلاً من إنتاج العسل، إلى ظروف من شأنها أن تقتل المستعمرات بسرعة. يمكن تقسيمها عادةً إلى أمراض تصيب الحضنة، أو أمراض تصيب النحل البالغ، ولكن القليل منها مثل الفاروا يؤثر على كليهما. بالإضافة إلى ذلك، في كثير من الحالات، قد تتفاعل الآفات والأمراض مع بعضها البعض، مما يزيد من آثارها الضارة. قد يكون بعض أنواع النحل أكثر مقاومة لهذه الأمراض من غيرها.

## أمراض فيروسية
- الفيروسات الثنائية المقرونة

### فيروس كيس الحضنة/الفقسة
- فيروسات إيفلا

### فيروس شلل النحل البطيء
- الفيروسات المقزحة

### فيروس اللافقاريات قزحي الألوان من النوع 6 (IIV-6)
- فيروسات السيكوفيرايدي

## تأثيرات المبيدات الحشرية
النحل عرضة للعديد من المواد الكيميائية المستخدمة في الرش الزراعي للحشرات والآفات الأخرى. ومن المعروف أن العديد من المبيدات الحشرية سامة للنحل. ولأن النحل يبحث عن الطعام على بعد عدة أميال من الخلية، فقد يطير إلى المناطق التي يرشها المزارعون بنشاط أو قد يجمع حبوب اللقاح من الزهور الملوثة. 
يمكن أن تكون مبيدات الكاربامات، مثل الكارباريل، ضارة بشكل خاص حيث قد يستغرق ظهور السمية يومين حتى تصبح واضحة، مما يسمح بعودة حبوب اللقاح المصابة وتوزيعها في جميع أنحاء المستعمرة. ومن المعروف أيضًا أن الفوسفات العضوي والمبيدات الحشرية الأخرى تقتل مجموعات النحل في المناطق المعالجة. تعد خسائر المبيدات الحشرية عاملاً رئيسيًا في انخفاض الملقحات.

## معرض الصور

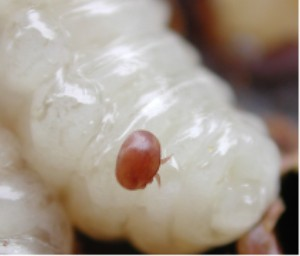
سوسة الفاروا على يرقة نحل العسل

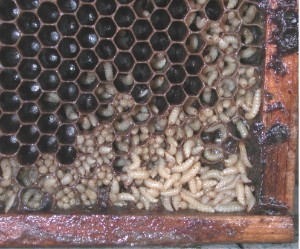
قرص عسل ملطخ بيرقات خنفساء خلية النحل: الخلايا المصابة بهذا المستوى ستطرد مستعمرات النحل.

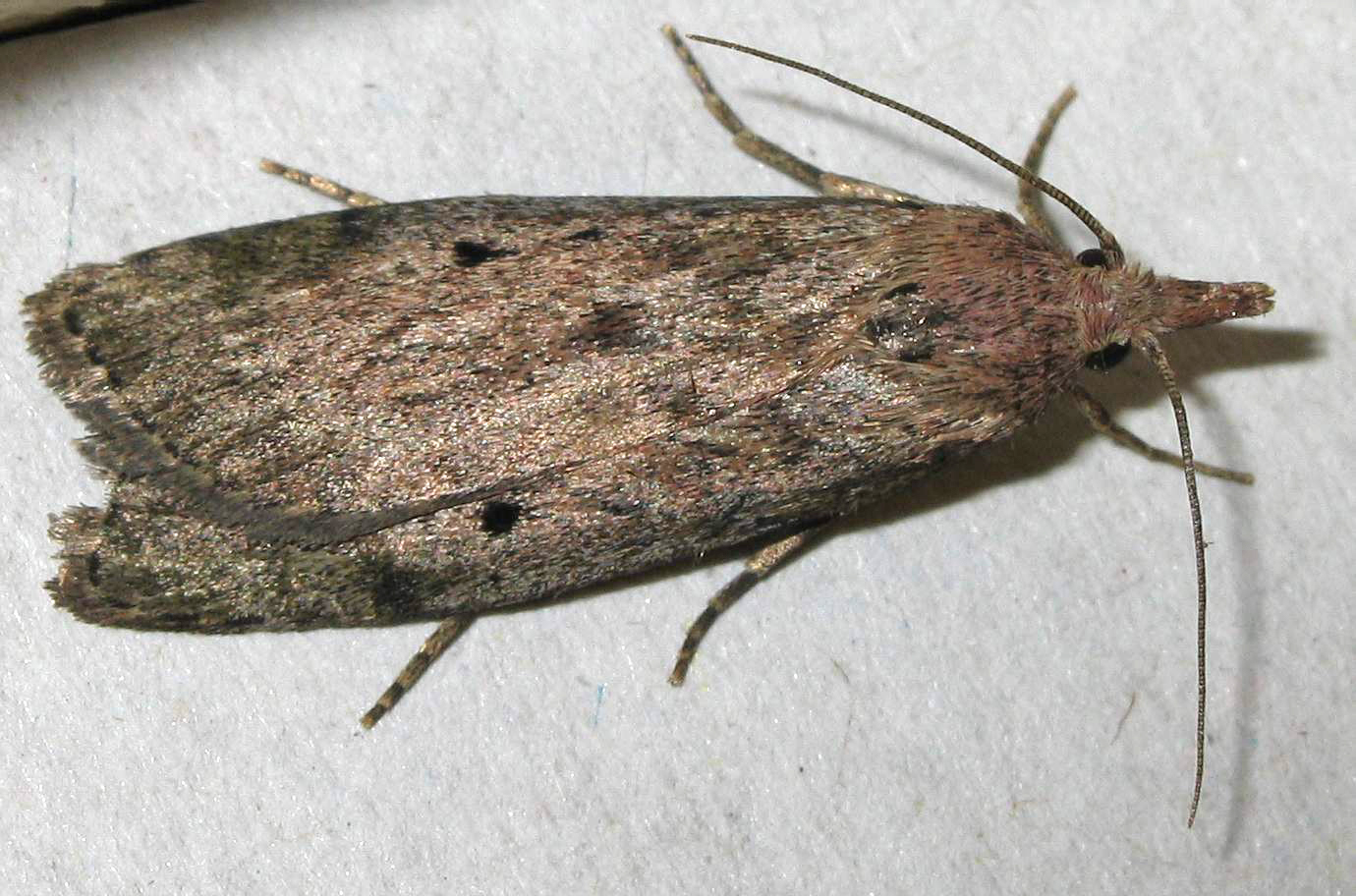
عثة الشمع (Aphomia sociella) - ترتبط غالبًا بالنحل الطنان (Bombus sp.)

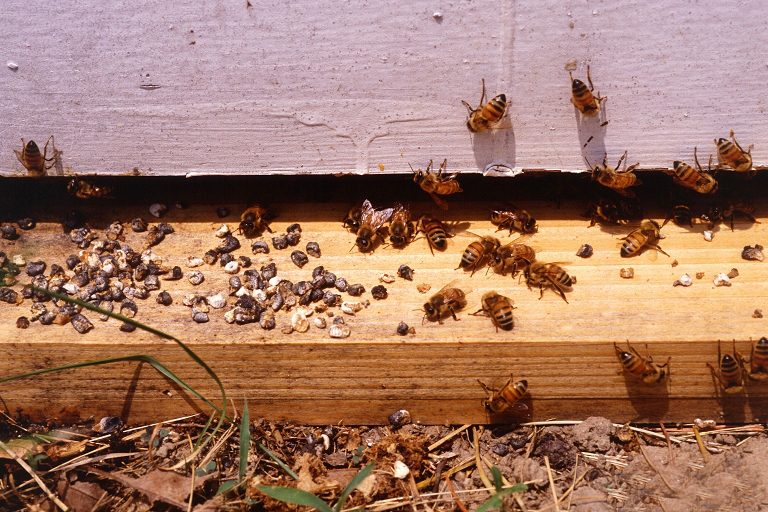
مدخل خلية النحل هذه مليء بمومياوات الحضنة الطباشيرية التي طردتها النحلات العاملة الصحية من الخلية.

## للاستزادة
- - Canadian Honey Council Essential Oils for Varroa, Tracheal, AFB Control (via Web Archive)
  - Morse, Roger (editor), The ABC and XYZ of Beekeeping
  - Sammataro, Diana; et al., The Beekeeper's Handbook
  - Shimanuki, Hachiro and Knox, David A., Diagnosis of Honey Bee Diseases, US Department of Agriculture, July 2000

## وصلات خارجية
- Beekeeping page at the University of Georgia, with a large section on Honey Bee Disorders
- Apiculture Factsheets at the British Columbia Ministry of Agriculture and Lands (via Web Archive)
- BeeBase at the Defra Food and Environment Research Agency in the UK
- Diseases and Afflictions of Honey Bees, Kohala.net (via Web Archive)
- Beediseases Honey bee diseases website by Dr. Guido Cordoni.

### باللغة العربية
- https://beekeeperstraining.com/file2/source/books/bees_disease.pdf
- https://rr-middleeast.woah.org/app/uploads/2021/05/ar-bee-diseases.pdf
- https://beekeeperstraining.com/file2/source/books/75.pdf